# Kilometerraai

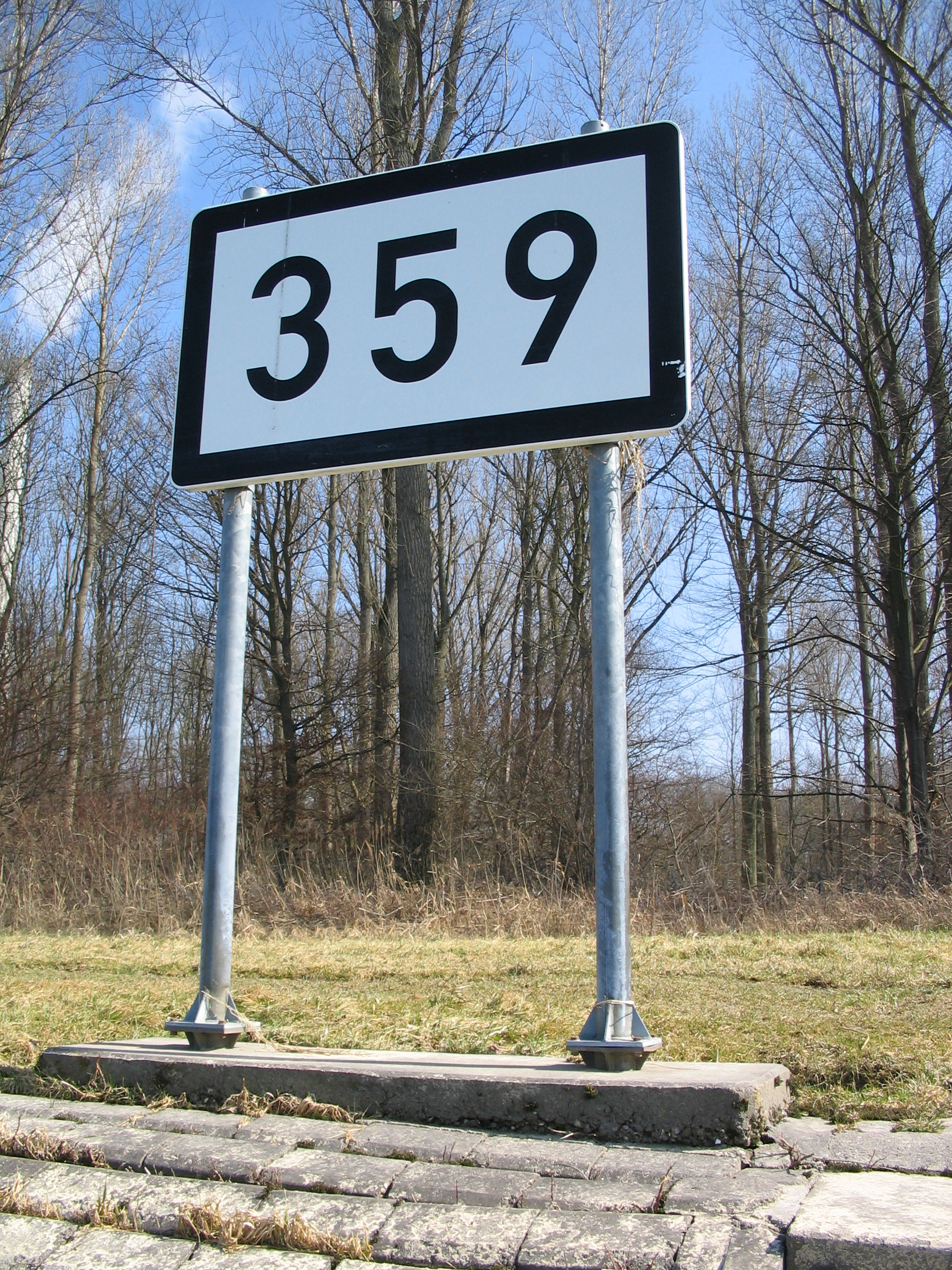
Een kilometerraai langs de Rijn

Een kilometerraai is een bord dat geplaatst is langs een rivier of kanaal en de afstand aangeeft tot het begin van de vaarweg. Het geeft voor een schipper de positie van het schip aan en maakt het mogelijk daarover te communiceren. 
Traditioneel wordt de positie van een binnenschip over de marifoon echter aangegeven door middel van een bekend punt aan de wal. Bij de mededeling "De Terra Nova zit bij Transol en gaat de Lek op." hoort iedere binnenschipper die de Noord afkomt te weten dat hij moet oppassen en het schip misschien stuurboord op stuurboord moet passeren. Watersporters zouden er meer aan hebben als de kilometerraai van de betreffende witte villa in Slikkerveer (waar het grote bord Transol al jaren geleden is weggehaald) zou worden genoemd. 
De noodzaak voor fysieke borden wordt voor de beroepsvaart steeds minder, omdat praktisch elk nieuw binnenschip wordt uitgerust met elektronische plaatsbepalingssystemen door middel van GPS, met elektronische Inland ECDIS S-57-vaarkaarten en met Inland-AIS. 

## Fotogalerij

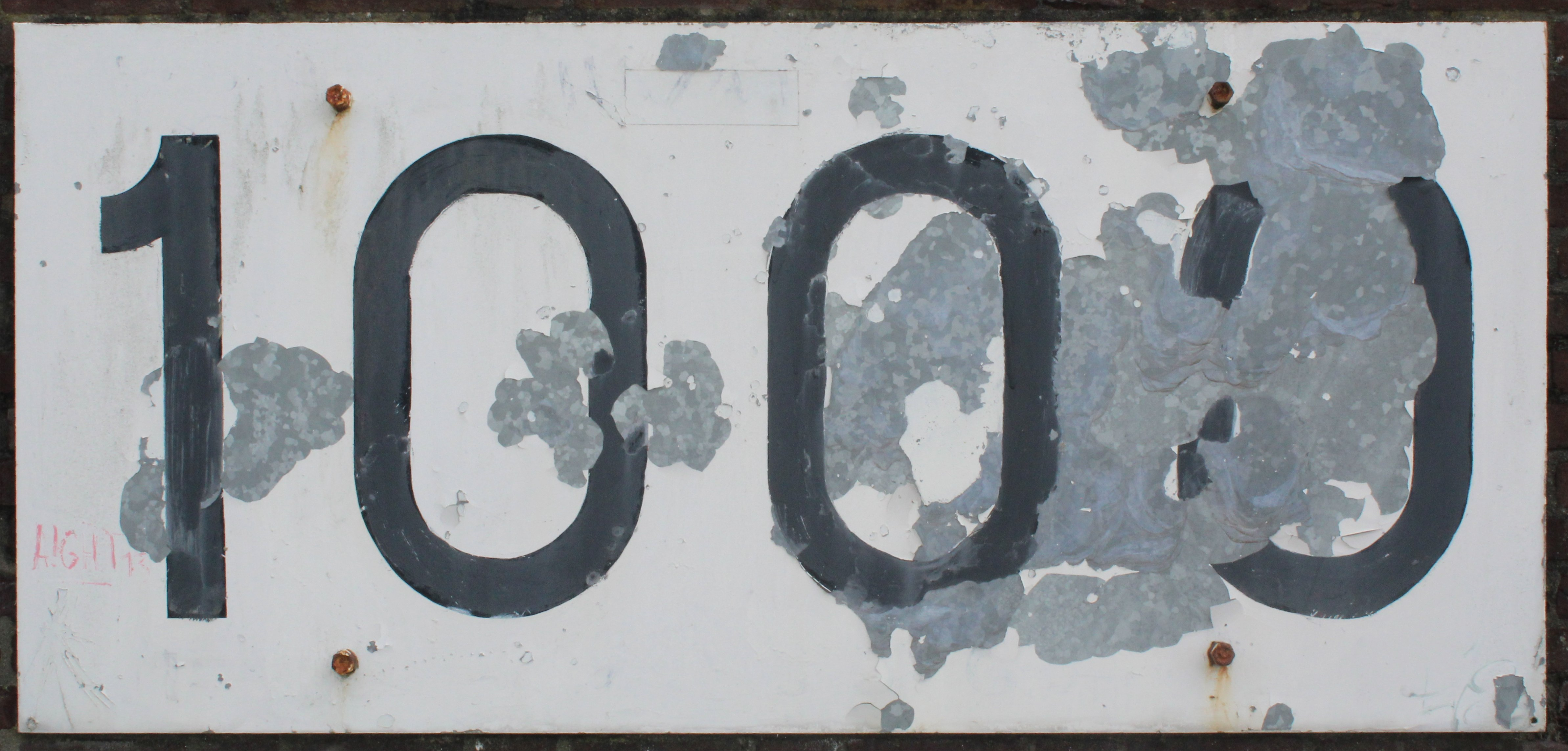
Kilometerraai 1000 aan de Maaskade in Rotterdam
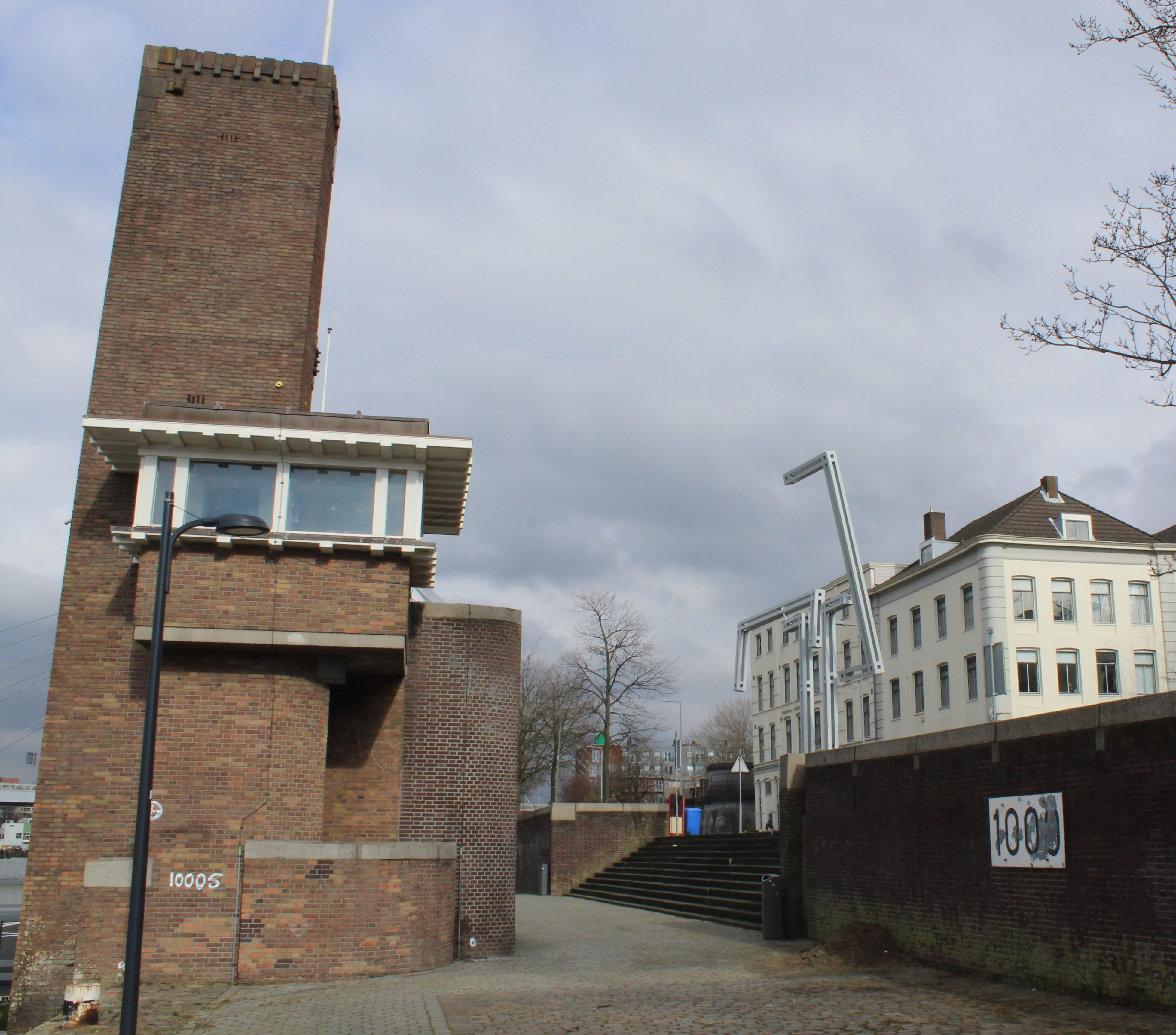
Het bruggenhoofd van de Willemsbrug bij kilometerraai 1000